# Dreifaltigkeitskirche (Rusava)

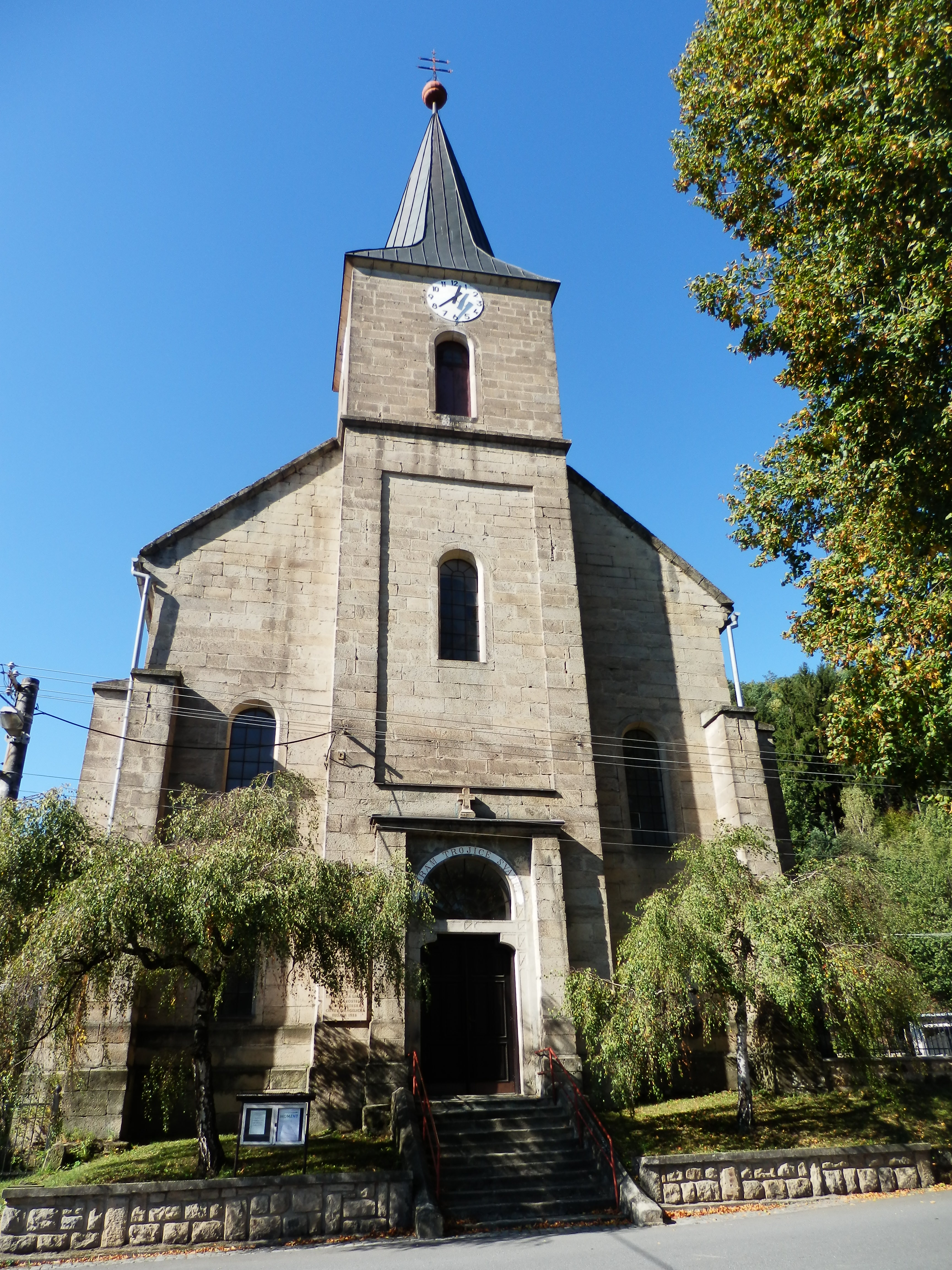
Dreifaltigkeitskirche Rottalowitz

Die Dreifaltigkeitskirche (tschechisch: Evangelický kostel sv. Trojice) ist die evangelische Pfarrkirche von Rusava (deutsch: Rottalowitz) im Okres Kroměříž in Tschechien.

## Geschichte
Nach Erlass des Toleranzpatents Josephs II. von 1781 erhielt Rottalowitz 1813 zunächst ein evangelisches Bethaus, das dann, nachdem das Protestantenpatent von 1861 den evangelischen Gemeinden im Habsburgerreich volle rechtliche Gleichstellung zugestanden hatte, durch einen Kirchenbau ersetzt wurde. Die Grundsteinlegung zu dem zuvor von dem Wiener Architekten Ludwig Förster entworfenen Bau erfolgte am 23. Juli 1865, jedoch verhinderten Finanzierungsprobleme die zügige Fertigstellung. Erst die Zuwendungen des Mährischen Landesausschusses und des Wiener Gustav-Adolf-Vereins, dessen Aufgabe die Finanzierung evangelischer Kirchenbauten in prädominant katholischen Regionen war, ermöglichte den Weiterbau der Kirche, der erst siebzehn Jahre später mit dem Einbau einer Glocke im Oktober 1882 zu seinem endgültigen Abschluss kommen sollte. Den entscheidenden Anteil am Zustandekommen des Kirchenbaus besaß Daniel Sloboda, der von 1837 bis 1888 als Pfarrer der Gemeinde tätig war und im Revolutionsjahr 1848 politisch engagiert war.

## Architektur
Die der Dreifaltigkeit gewidmete Kirche wurde als eine einfache Saalkirche in neugotischen Formen mit einem polygonalen Chorschluss und einem eingezogenen Turmbau entworfen, die Gliederung des in sorgfältigem Werksteinverband errichteten Baukörpers geschieht durch Strebepfeiler, wobei das jeweils fensterlose Ost- und Westjoch schmäler angelegt ist. Der von einem Steilhelm bekrönte Turmbau ist durch ein einfaches Rahmenmotiv artikuliert. Der Kirchenraum ist durch ein Spitztonnengewölbe mit Stichkappen gedeckt. Die Kirche besitzt Altar, Kanzel und Orgel aus der Erbauungszeit.